# La Estrella de Sevilla
La Estrella de Sevilla és una obra de teatre escrita en 1623, l'autoria de la qual s'atribueix al dramaturg espanyol Andrés de Claramonte.

## Argument
Ambientada en el segle xiii, l'acció reflecteix una visita del rei Sanç IV de Castella a la ciutat de Sevilla, on coneix i queda corprès de la jove Estrella Tavera, germana del noble local Bustos Tavera i enamorada del gentilhome Sancho Ortiz de les Roelas. El monarca, mitjançant ardits, aconsegueix accedir a les estances de la dama, la qual cosa provoca un enfrontament amb Busts. El rei, enfellonit, ordena el seu assassinat i li fa l'encàrrec al mateix Sancho Ortiz, que accepta lleial, desconeixedor, no obstant això, de la identitat del subjecte. Quan coneix que ha de matar a qui ha de convertir-se en el seu cunyat, es debat entre l'amor i la fidelitat al seu rei. Opta per la segona, mata Bustos i ingressa a la presó per això. És alliberat quan el rei declara que únicament complia les seves ordres. No obstant això, Estrella deixa d'estimar Sanç i es fa monja.

## Representacions destacades
En el segle xix van representar la peça alguns dels actors més insignes del panorama artístic espanyol, com Antonio Vico, Ricardo Calvo o Teodora Lamadrid. Ja en el segle XX poden esmentar-se els següents muntatges:
- Teatro La Latina, Madrid, 1925.[5]
  - Intèrpret: Fernando Díaz de Mendoza y Guerrero, María Guerrero López.

- Teatro Español, Madrid, 1958.[6]
  - Direcció: José Tamayo.
  - Escenografia: Vicente Viudaes.
  - Intèrprets: Guillermo Marín (rey Sancho), José María Seoane (Busto Tavera), Asunción Sancho (Estrella), Carlos Muñoz (Don Sancho), Alfonso Muñoz, José Bruguera, Társila Criado, Núria Torray, Antonio Ferrandis.

- Teatro Español, Madrid, 1970.
  - Direcció: Alberto González Vergel.
  - Intèrprets: Carlos Ballesteros, Marisa Paredes, José Luis Pellicena, Antonio Iranzo, Roberto Martín.

- Corral de Comedias, Almagro, 1998. Compañía Nacional de Teatro Clásico.
  - Dirección: Miguel Narros.
  - Intérpretes: Juan Ribó (rey Sancho), Nuria Gallardo, Helio Pedregal, Chema de Miguel.

- Teatro Pavón, Madrid, 2009.
  - Direcció: Eduardo Vasco.
  - Intèrprets: Daniel Albaladejo (rey Sancho), Muriel Sánchez (Estrella), Arturo Querejeta, Jaime Soler.

## Adaptacions per a televisió
L'obra s'ha emès per Televisió espanyola en dues ocasions. La primera l'1 de gener de 1964, en l'espai Primera fila amb direcció de Pedro Amalio López; la segona el 10 de juliol de 1969 en el programa Teatro de siempre, dirigida per Eugenio García Toledano i interpretada per Nicolás Dueñas, Esperanza Alonso, José María Escuer, Roberto Caballero i José Luis Lespe.